# Nolwenn Moreau
Nolwenn Moreau, née le 15 décembre 1970 à Nantes, en Loire-Atlantique, est une comédienne française. Résidant à Marseille, elle joue principalement du théâtre immersif dans la rue, ainsi que pour la télévision et le cinéma.

## Biographie
Comédienne et chanteuse, Nolwenn Moreau joue pour le théâtre, le théâtre de rue, le théâtre immersif dans la rue, la télévision et le cinéma. Avec la compagnie Begat Theater, elle a joué plusieurs spectacles au long cours dans de nombreux pays, en particulier Yourgui ! (danse sur échasses) et Histoires cachées, un spectacle immersif où les spectateurs, munis d'écouteurs, entendent les pensées des acteurs qu'ils suivent dans la ville, en français et en anglais. Elle interprète depuis 2020 le rôle principal dans La Fille suspendue, d'après le roman Marx et la Poupée, de Maryam Madjidi, qui obtient de bonnes critiques,,,.
Nolwenn Moreau a une formation de comédienne non conventionnelle, ayant multiplié les stages et formations (en 1996, Les ports de la Méditerranée, avec Mohamed Driss ; en 1997, Les Hivernales avec Yves Ferry, Ludwig Flaschen, Suzon Holzer, Jean Gaudin, Pasqualino Frigau ; avec Robert Cantarella en 1999 ; avec François-Michel Pesenti en 1999 ; avec Christian Carignon en 2000 ; avec Catherine Hubeau et Marie-Do Fréval en 2001 ; avec François Cervantès entre 2003 et 2006). Elle obtient en 2006 un diplôme d'Etat d'enseignement du théâtre et un diplôme Lutte contre l'Illettrisme/FLE en 2018, et a perfectionné sa voix à l'Institut Musical de Formation professionnelle (IMFP, Salon-de-Provence, 2008-2009).

## Théâtre
- 1996 : Migranti, de Marco Baliani
- 1997 : La Bicyclette de l'an neuf, d'Ivane Daoudi, mise en scène de Jean-Marc Vidal
- 1998 : Îles, de Dominique Chante, compagnie Les Ponts Levants Théâtre
- 2001 : Hôtel Eden, création de la compagne Begat Theater, d'après Hôtel Eden, roman de Stuart David
- 2001 : Réussissez (votre chute), mise en scène par Fabien Dariel : la philosophe
- 2001-2010 : Yourgui ! parade musicale sur le thème de l'exode, danse sur échasses
- 2006 : Voisin, écrit et mise en scène par François Cervantès
- 2007-2013 : Les Demeurées, création de la compagnie Begat Theater, d'après Les Demeurées, roman de Jeanne Benameur
- 2014-2019 : La Disparition, compagnie Begat Theater, mise en scène Dion Doulis, Karin Holmström et Erika Latta
- 2016 : Traversées et dérèglements, compagnie Begat Theater, création collective
- 2016 : Macbeth Experience, compagnie Mains d'œuvre (Nice), d'après William Shakespeare
- 2016-2023 : Le Roi grenouille, Badaboum Théâtre, Marseille : la princesse
- 2010-2022 : Histoires cachées, compagnie Begat Theater, création collective, mise en scène par Erika Latta : la serveuse
- 2020-2023 : La Fille suspendue, compagnie Begat Theater, d'après Marx et la poupée, de Maryam Madjidi : Maryam, rôle principal

## Filmographie
- 2011 : Plus belle la vie (saison 7, épisodes 157, 159, 170, 171, 211 et saison 8, épisode 25) : Madame Martin
- 2012 : Je fais feu de tout bois, de Dante Desarthe : Magalie, patronne de bowling
- 2012 : Vestiaires, de Franck Lebon (saison 2, épisode 3) : la mère
- 2013 : Maria, court-métrage de Michel Lascault : Maria
- 2015 : Caïn, de Christophe Douchand (saison 4, épisode 2) : la mère de Jérémie
- 2016 : L'Affaire de maître Lefort, de Jacques Malaterre : la femme divorcée
- 2018 : Examen de conscience, d'Olivier Barma : la psychologue
- 2019 : Petits secrets en famille, de Sandra Perrin (saison 4, épisode 32) : Samantha Garneret
- 2019 : La Stagiaire, de Philippe Bérenger (saison 5, épisode 4, Le Silence de la mer) : Sylvie Duval
- 2019 : Léo Mattéi, de Hervé Renoh (saison 7, épisodes 25 et 28) : Juge Berthier
- 2020 : Crime à Saint-Affrique, de Marwen Abdallah : Mathilde Louvain
- 2021 : Les Sept vies de Léa, de Julien Despaux et Emilie Noblet (saison 1, épisodes 3 et 4) : Jennifer
- 2022 : Addict, de Didier Le Pêcheur (saison 1, épisode 5) : sœur d'Astrid
- 2022 : Marianne, d'Alexandre Charlot et Franck Magnier (saison 1, épisode 2) : le proviseur